# Nyctemera paroeica
Nyctemera paroeica là một loài bướm đêm thuộc phân họ Arctiinae, họ Erebidae.